# Vaucheriales
Vaucheriales é uma ordem de algas de água doce da classe Xanthophyceae (algas verde-amareladas). O género tipo é Vaucheria.

## Taxonomia e sistemática
A ordem Vaucheriales inclui as seguintes famílias:
- Vaucheriaceae Dumortier, 1822

1. ↑  WoRMS: Vaucheriales.
2. ↑  Guiry, M.D. & Guiry, G.M. (2020). AlgaeBase. World-wide electronic publication, National University of Ireland, Galway (taxonomic information republished from AlgaeBase with permission of M.D. Guiry). Vaucheriales. Accessed through: World Register of Marine Species at: https://www.marinespecies.org/aphia.php?p=taxdetails&id=21627 on 2020-04-22.